# Maria Macieszyna
Maria Macieszyna, z domu Ehrlich, primo voto Kunklowa (ur. 31 października 1869 w Płocku, zm. 30 lipca 1953 tamże) – polska nauczycielka i publicystka, zasłużona działaczka Towarzystwa Naukowego Płockiego.

## Życiorys
Była córką płockiego lekarza Marcina Ehrlicha. Z domu rodzinnego, w którym pobierała pierwsze nauki, wyniosła polskie nastawienie patriotyczne (mimo obcych korzeni rodziców – ojciec pochodził z Kurlandii). Naukę kontynuowała na pensji żeńskiej Folkersmanowej, uzyskując dyplom nauczycielki i przez pewien czas zajmując się pracą pedagogiczną na pensji. Uczyła także na tajnych kompletach.
W 1892 poślubiła ziemianina Eugeniusza Kunkla, właściciela majątku Drobin. Wraz z mężem odbyła kilka podróży po Europie. Udzielała się aktywnie w stowarzyszeniach kulturalnych i oświatowych, w Drobinie zainicjowała działanie szkoły elementarnej. Zajęła się także działalnością literacką, była płodną publicystką pisma „Echa Płockie i Łomżyńskie”, gdzie publikowała artykuły dotykające takich zagadnień, jak równość społeczna, filantropia, emancypacja kobiet. Pisała też utwory beletrystyczne.
Po śmierci męża w 1909 poślubiła lekarza i społecznika Aleksandra Macieszę. Powróciła wówczas na stałe do Płocka. Należała do propagatorek kultury i blisko współpracowała z mężem w działalności na rzecz Towarzystwa Naukowego Płockiego (krótko przez zawarciem małżeństwa Maciesza doprowadził do reaktywacji Towarzystwa i pełnił przez wiele lat funkcję jego prezesa). Ogłosiła kilka publikacji o tematyce regionalnej, m.in. Katedra Płocka (Płock 1914), Płock w malarstwie (Płock 1914), Ziemia Płocka, ogrodem Polski (Płock 1917). Wspólnie z mężem napisała trzykrotnie wznawiany Przewodnik po Płocku (pierwsze wydanie w 1914) oraz prowadziła dokumentację etnograficzną strojów ludowych z okolic Płocka. W 1914 wraz z mężem wyjechała do Jednorożca, by prowadzić badania na Kurpiach: on studiował antropologię Kurpiów z powiatu przasnyskiego, ona zbierała rośliny do zielnika, oboje gromadzili też stroje i eksponaty, które przywieźli do Płocka. Wiele artykułów zamieściła w prasie regionalnej. Była też autorką opublikowanego pośmiertnie w roku 1996 Pamiętnika Płocczanki, zawierającego obserwacje z lat I wojny światowej. Wspierała finansowo budowę I Gimnazjum Polskiego w Płocku.
W okresie okupacji hitlerowskiej dotknięta została represjami. W październiku 1945 owdowiała po raz drugi. Zmarła 30 lipca 1953 w Płocku, pochowana została tamże na cmentarzu katolickim przy alei Kobylińskiego.

## Upamiętnienie
We wrześniu 2003 na mocy uchwały Rady Miasta Płocka imię Marii Macieszyny nadano płockiemu Miejskiemu Przedszkolu nr 1 (przy ulicy Kościuszki).